# ورم الكبد

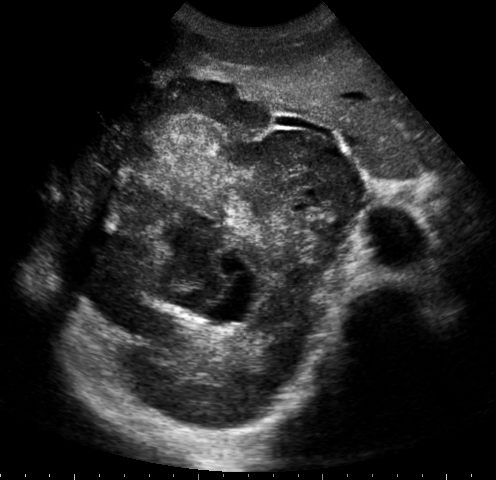
تصوير بالموجات القوق الصوتية يوضح وجود ورم كبدي كبير الفص الايمن للكبد بالكامل

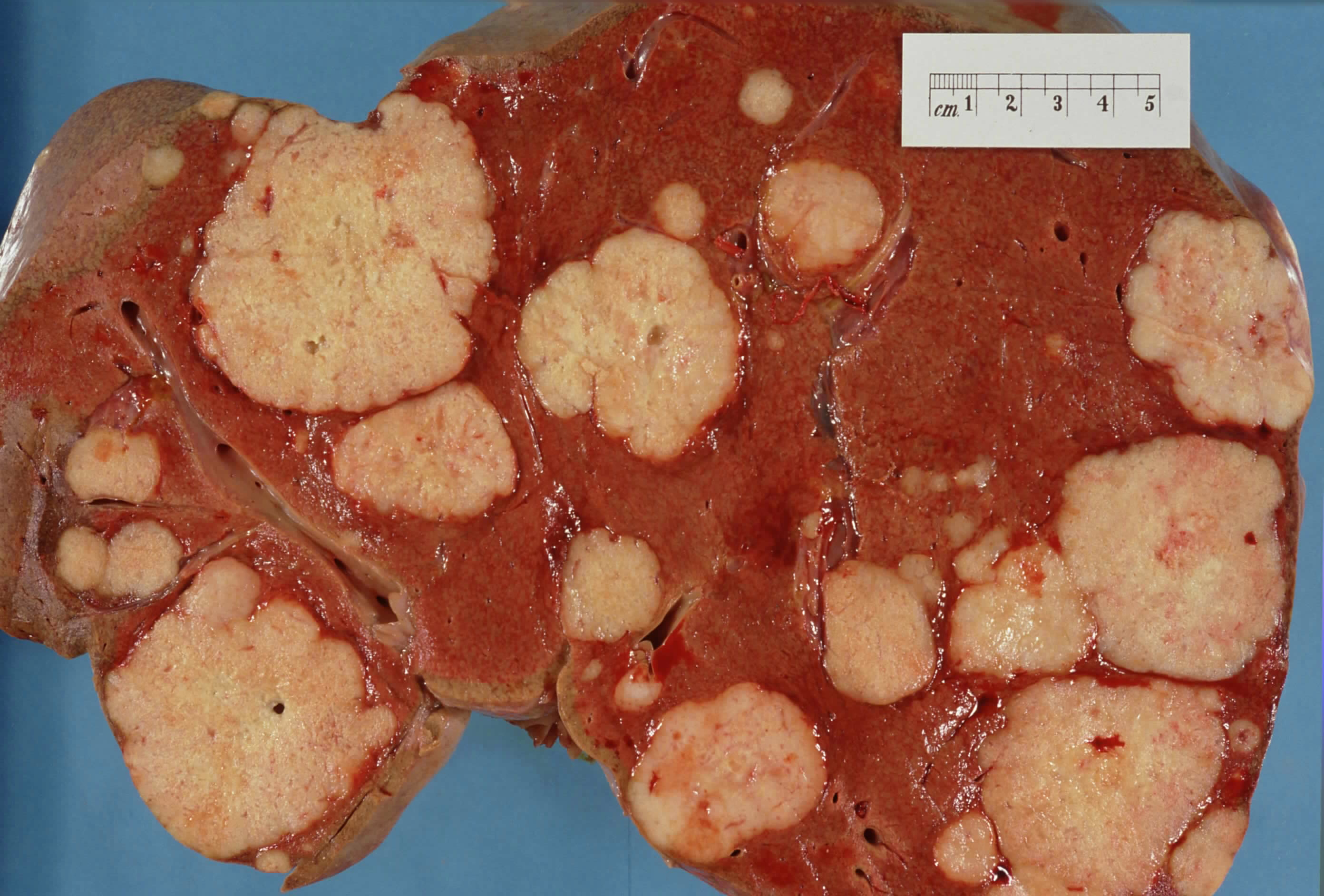
اورام ثانوية في الكبد من سرطان البنكرياس الأساسي

أورام الكبد (بالإنجليزية: Liver tumors)‏ أو الأورام الكبدية (بالإنجليزية: hepatic tumors)‏ هي أورام أو نمو غير طبيعي في الكبد أو على الكبد. (تبدأ المصطلحات الطبية المتعلقة بالكبد بهيباتك، أو هيباتو التي تشير إلى المصطلح اليوناني هيبرا). هناك العديد من الأنواع المتميزة للأورام الكبدية لأن الكبد يتكون من أنواع مختلفة من الخلايا. هذا النمو قد يكون حميدا أو خبيثا «سرطانيا». وقد يتم اكتشافه بالمصادفة أثناء تصوير الكبد (حتى لسبب مختلف عن السرطان نفسه)، أو قد تتواجد أعراض على المريض في صورة كتلة في البطن، أو تضخم الكبد، أو الآم في البطن، أو يرقان، أو في صورة خلل في وظائف الكبد.

## التصنيف
يوجد العديد من الأنواع للأورام الكبدية

### خبيث (سرطاني)
- معظم الأورام هي انبعاثات " metastases " من أورام أخرى، في أغلب الأحيان تكون من الجهاز الهضمي مثل: " سرطان القولون أو السرطان الناشئ في الزائدة الدودية، ولكن قد يكون مصدر هذه الانبعاثات أيضا سرطان الثدي، أو سرطان المبيض، أو سرطان البروستاتا، الخ.
- سرطان الخلايا الكبدية " hepatocellular carcinoma " أو سرطان الكبد "hepatoma "، وهي تسمية خاطئة لانها غالبا ما تشير إلى أنه ورم حميد نظرا لانتهائه بالمقطع oma.
- هناك عدد من السرطانات الكبدية الأولية النادرة ومنها سرطان الأوعية الصفراوية"cholangiocarcinoma "، وساركومة"sarcoma"، وورم أرومي كبدي "hepatoblastoma " وهو ورم خبيث نادر يصيب الأطفال.

#### الحميدة
هناك عدة أنواع من أورام الكبد الحميدة ومنها:
- الورم الوعائي " Hemangiomas ": هذا هو النوع الأكثر شيوعا من الأورام الكبدية حيث يوجد في 7% من العينات المؤخذة أثناء تشريح الجثة. تبدأ هذه الأورام في الأوعية الدموية، ولا تسبب أعراض في الغالب ولا تحتاج لعلاج أيضا، ولكن قد ينزف البعض ويحتاجون إلى إزالتها إذا كان النزيف متوسط أو حاد الشدة. أما الورم البطاني الوعائي " nfantile hemangioendothelioma " فهو ورم نادر يصيب الأطفال.
- الورم الكبدي الغدي الحميد" Hepatic adenomas ": هذا الورم الكبدي الطلائي الحميد غير شائع الحدوث، وجد أساسا في النساء المستخدمين لهرمون الإستروجين كوسيلة لمنع الحمل، أو في حالات تعاطي السترويد، وتقع في الفص الكبدي الأيمن في معظم الحلات وغالبا ما توجد في صورة منفردة. يتراوح حجم الأورام الغدية من 1 إلى 30 سم، أن الأعراض المرتبطة بالورم الكبدي الغدي غالبا ما تنتج من الأورام كبيرة الحجم وتكون غالبا في صورة ألم شديد في البطن. هناك تزايد في نسبة الإصابة بهذا النوع من الأورام في العقود القليلة الماضية ولكن لا يمكن التنبؤ بمصير هذه الاورام. فالبعض يقول أن لها القدرة على التحول لأورام سرطانية، أو قد تتمزق، أو تتعرض للنزف العفوي.
- تضخم أو تزايد عقدي بؤري" Focal nodular hyperplasia ": ثاني أكثر الأورام شيوعا، وهذا الورم هو نتاج استجابة الخلايا الكبدية للتشوهات الخلقية للشرايين. حيث تتواجد جميع المكونات الطبيعية للكبد ولكن بنمط غير طبيعي وبالرغم من ذلك لا يزال الكبد يعمل بالمعدلات الطبيعية. كما يشتمل على أنواع أخرى مثل تضخم عقيدية التجدد" nodular regenerative hyperplasia " وورم عابي" hamartoma "..